# Dicranota akshobya
Dicranota (Rhaphidolabis) akshobya là một loài ruồi trong họ Pediciidae. Chúng phân bố ở vùng Indomalaya.